# P. C. Chang
Peng Chun Chang, generalmente conocido como P. C. Chang (chino simplificado: 张彭春; chino tradicional: 張彭春; pinyin: Zhāng Péngchūn; Wade–Giles: Chang1 P'eng2-ch'un1; 1892–1957), fue un académico, filósofo, dramaturgo, activista de derechos humanos y diplomático chino. Nació en Tianjin, China, y murió en su casa en Nutley, Nueva Jersey.

## Biografía
Nacido en China, fue el hermano menor de Chang Po-ling, fundador de la Universidad de Nankai. Obtuvo su Bachillerato en Artes en la Universidad Clark, Worcester, Massachusetts en 1913, y un doctorado de la Universidad de Columbia, donde estudió con el filósofo y educador, John Dewey. Regresó a China y se convirtió en profesor en la Universidad de Nankai en Tianjin, donde enseñó filosofía y se convirtió en un estudioso del drama tradicional chino. Se hizo miembro del círculo de Mei Lanfang, el principal intérprete de la Ópera de Pekín. En 1930, dirigió una gira por el Teatro Clásico Chino a América del Norte, y en 1935 a la Unión Soviética.
Después de la invasión de China por Japón en 1937, Chang se unió a la resistencia antijaponesa en Nankai. Cuando los japoneses llegaron allí, huyó disfrazándose de mujer. Fue contratado por el gobierno chino para ayudar a promover la conciencia en Europa y América sobre la masacre de Nankín. Posteriormente, Chang enseñó en la Universidad de Chicago.
Chang se convirtió en diplomático a tiempo completo en 1942, sirviendo como representante de China en Turquía. Fue un entusiasta promotor de la cultura china. Mientras estuvo en Turquía, dio conferencias sobre las influencias recíprocas y las similitudes entre las culturas islámica y china, y sobre la relación entre el confucianismo y el Islam. Después de la guerra, Chang fue el representante chino en la conferencia que redactó la Declaración Universal de Derechos Humanos. Renunció a la ONU en 1952, debido a una afección cardíaca que empeoró, falleciendo en 1957.

## Filosofía y actividades por los derechos humanos
Chang ha sido descrito como un hombre renacentista. Era dramaturgo, músico, diplomático; amante de la literatura y música tradicional china y alguien que conocía la cultura occidental e islámica. Su filosofía estaba fuertemente basada en las enseñanzas de Confucio. En la primera reunión del Consejo Económico y Social de las Naciones Unidas, citó a Mencio afirmando que el objetivo más importante del ECOSOC debería ser "someter a las personas con bondad". También argumentó que muchos pensadores occidentales influyentes sobre los derechos se guiaron por las ideas chinas. "En el siglo XVIII, cuando las ideas progresistas con respecto a los derechos humanos se presentaron por primera vez en Europa, las traducciones de filósofos chinos se conocieron e inspiraron a pensadores como Voltaire, Quesnay y Diderot en su revuelta humanista contra el feudalismo", le dijo a la Asamblea General de la ONU en 1948.
En el comité de redacción de la Declaración Universal de Derechos Humanos, se desempeñó como un delegado asiático efectivo y también como mediador cuando las negociaciones llegaron a un punto muerto. Fue vicepresidente del delegado original del comité de la Comisión de Derechos Humanos de la ONU y de la República de China y desempeñó un papel fundamental en la redacción de la Declaración Universal de Derechos Humanos (DUDH) de 1948. Él y su compañero delegado Charles Malik, filósofo-diplomático libanés, compartían los ideales de los derechos humanos universales, pero debatían acaloradamente qué eran y cómo podían describirse en un documento internacional. Otro miembro del comité le confió a su diario que Zhang y Malik "se odian". Sin embargo, se considera que Chang y Malik fueron los líderes filosóficos de las deliberaciones. Chang argumentó que el mundo moderno debería prestar atención a los filósofos chinos como Mencio no porque fueran chinos, sino porque sus ideas tenían validez universal.

## Más información
- Sumner Twiss, "Confucian Contributions to the Universal Declaration of Human Rights," en Arvind Sharma. The World's Religions : A Contemporary Reader. (Minneapolis: Fortress Press,  2011). ISBN 9780800697464 (en inglés)

- Hans Ingvar Roth, P.C. Chang and the Universal Declaration of Human Rights (Universidad de Pensilvania Press 2018) (en inglés)